# Estonica
Estonica ist ein estlandbezogenes Onlinelexikon im Aufbau. Derzeit gibt es 20.000 Stichwörter.
Das Lexikon wird von Mitarbeitern des Kulturinstituts Eesti Instituut erstellt. Die Inhalte sind bis auf wenige Mediendateien mit Creative Commons (CC-BY-NC-SA) lizenziert.